# 黑斑櫻蛤
黑斑櫻蛤（学名：Tellinella cumingii）为櫻蛤科櫻蛤屬下的一个种。

## 扩展阅读
- 維基物種上的相關：黑斑櫻蛤